# أم الوهط
أم الوهط هو مركزٌ سعوديٌ تابعٌ لمحافظة خباش التابعة لمنطقة نجران، في المملكة العربية السعودية. المركز من الفئة (ب)، ورمزه 2463 حسب دليل الترميز الموحد للمناطق الإدارية بالمملكة العربية السعودية.